# Brunswick (Basse-Saxe)
 (novembre 2018).
Pour les articles homonymes, voir Brunswick et Braunschweig (homonymie).
Brunswick (/ˈbʁœnswik/ ; en allemand standard Braunschweig /ˈbʁaʊ̯nʃvaɪ̯k/  ; en bas-allemand Brunswiek /ˈbrɔˑnsviːk/) est une ville du Nord de l'Allemagne située dans le Land de Basse-Saxe. Avec une population de 248 823 habitants en 2021, Brunswick est la deuxième plus grande ville de Basse-Saxe, après Hanovre sa capitale.

## Histoire
| Appartenances historiques Duché de Brunswick-Lunebourg 1235-1269 Principauté de Brunswick-Wolfenbüttel 1269-1807 Royaume de Westphalie 1807-1813 Duché de Brunswick 1815-1871 Empire allemand 1871–1918 République de Weimar 1918-1933 Reich allemand 1933-1945 Allemagne occupée 1945-1949 Allemagne de l'Ouest 1949-1990 Allemagne 1990–présent |

Selon la légende rapportée par la Chronique des Saxons, Brunswick a été fondé en 861 par le comte saxon Bruno, sur un gué de la rivière Oker. Le premier document historique où la ville est mentionnée date de 1031. Dans la deuxième partie du XIIe siècle, le duc de Saxe Henri le Lion y a institué le centre de son État et y a édifié la cathédrale de la ville. Il a choisi le lion comme blason et a mis la statue d'un lion devant son château fort, appelée « lion de Brunswick (de) ». Du XIIIe au XVIIe siècle, Brunswick était membre de la Hanse et la ville prédominante du centre de l'Allemagne. Sans être ville impériale, elle résistait même à ses ducs.
Soumise finalement en 1671 par un siège, Brunswick fut aussi la capitale de la principauté de Wolfenbüttel à partir de 1753. Après le congrès de Vienne (1814) la principauté devint le duché de Brunswick, qui rejoignit en 1866 la Confédération de l'Allemagne du Nord, puis l'Empire allemand en 1871. Après la révolution de 1918, le duché céda la place à l'État libre de Brunswick, qui garda son indépendance formelle au sein de la République de Weimar jusqu'en 1946, date à laquelle il fut incorporé dans le land de Basse-Saxe.
Pendant la Seconde Guerre mondiale, le centre de Brunswick, qui était constitué de maisons à colombage, fut sérieusement endommagé par des attaques aériennes. Presque toutes les églises furent victimes des bombes alliées, sauf la cathédrale de Brunswick que le régime nazi a utilisée comme salle de cérémonie. Un petit quartier a également survécu aux bombes alliées.
Après la guerre, la ville a longtemps eu une situation géographique désavantageuse du fait de la proximité avec la frontière de la République démocratique allemande. La réunification en 1990 remit la ville au cœur de l'Allemagne.

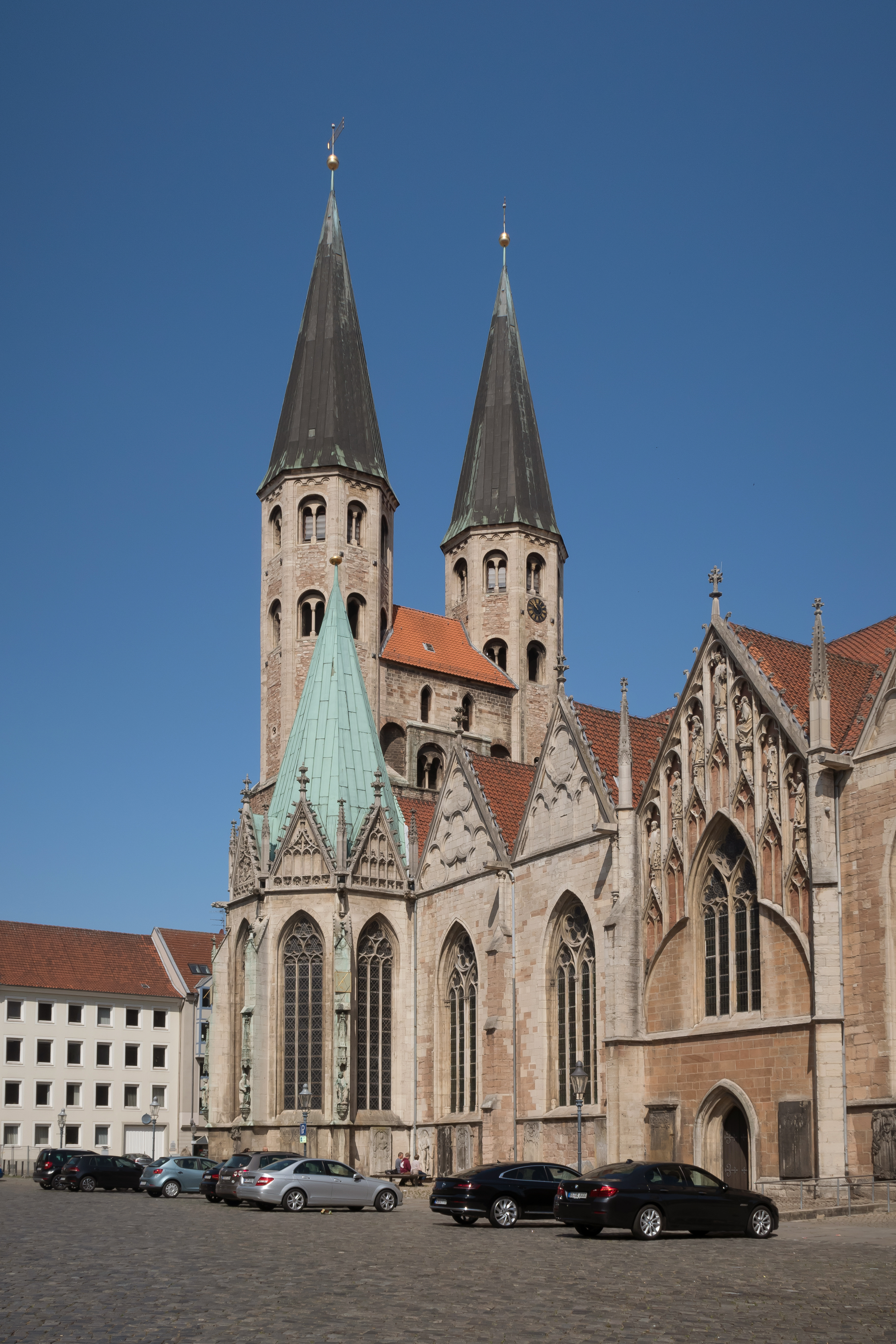
L'église Saint-Martin

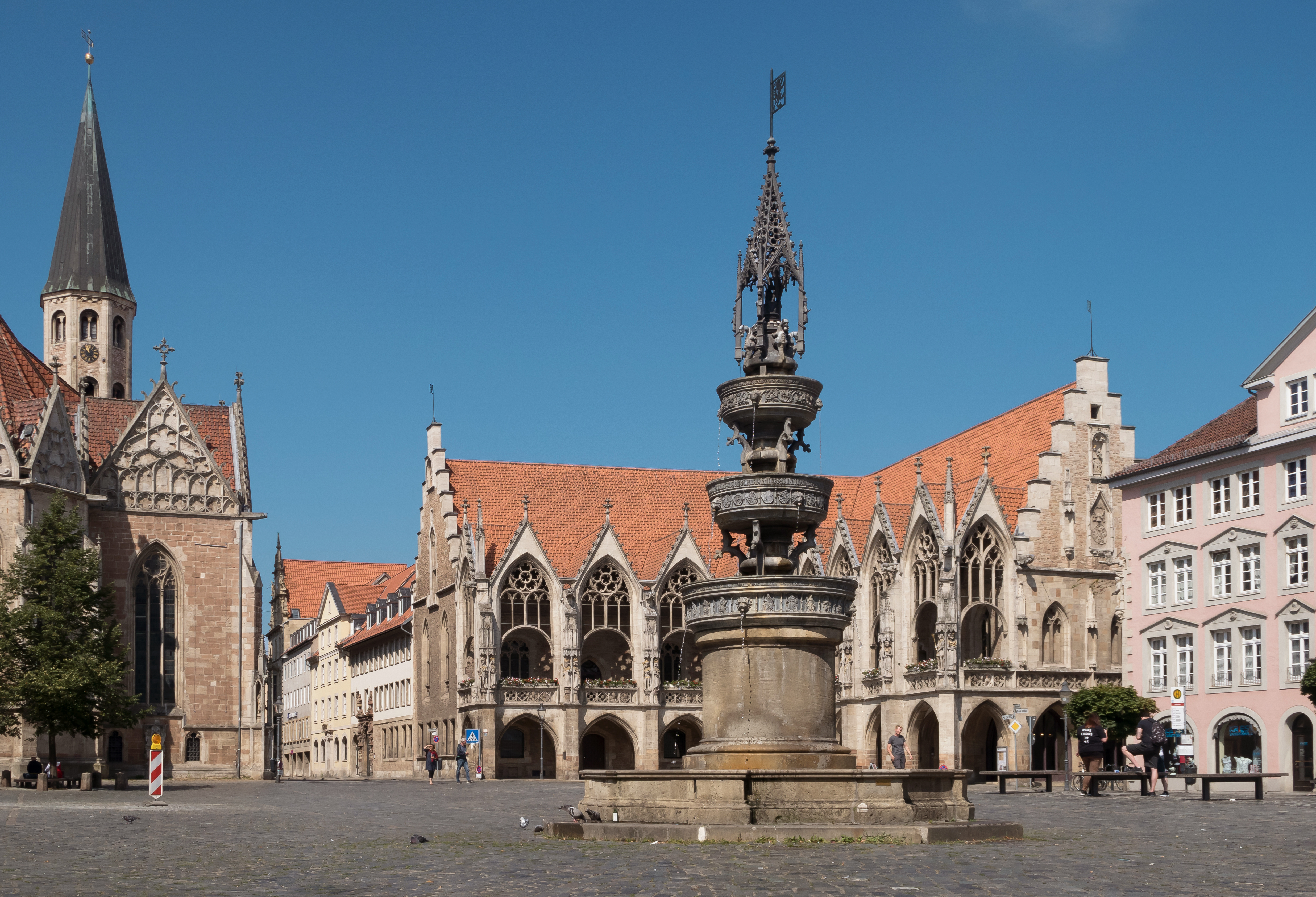
La fontaine sur la place du Vieux-Marché

### Population
| 1811   | 1830   | 1849   | 1880   | 1890    | 1900    | 1925    | 1939    | 1950    |
| ------ | ------ | ------ | ------ | ------- | ------- | ------- | ------- | ------- |
| 27 600 | 35 300 | 39 000 | 75 000 | 100 000 | 128 200 | 146 900 | 196 068 | 223 767 |

| 1975    | 1989    | 2004    | - | - | - | - | - | - |
| ------- | ------- | ------- | - | - | - | - | - | - |
| 269 900 | 253 794 | 239 921 | - | - | - | - | - | - |

## Quartiers
- Bienrode

## Économie
La ville compte une usine du groupe allemand Volkswagen AG, avec 5 700 employés y fabriquant des châssis, ainsi qu'une usine de l'industriel Siemens AG, spécialisée dans l'électronique pour la signalisation ferroviaire.

## Musées et sites historiques
- Le château de Dankwarderode
- La cathédrale de Brunswick, construite en 1173 par Henri le Lion, lieu de sa sépulture
- La place du vieux marché (Altstadtmarkt), bordée par l'ancien hôtel de ville et l'église Saint-Martin de 1195
- L'abbaye Saint-Gilles
- La Happy Rizzi House, bâtiment en style BD des années 1990
- Le musée Herzog Anton Ulrich, ouvert en 1754
- Le musée régional du Brunswick
- Le musée d'histoire naturelle de Brunswick
- L'abbaye de Riddagshausen, située à l'est du centre-ville
- Le palais ducal de Brunswick, construit en 1837 par Ottmer, endommagé en 1944, démoli en 1960 et reconstruit en 2005. Il est attaché à un centre commercial.
- L'église Saint-Albert-le-Grand, tenue par les dominicains (1958)
- L'Alte Waage, maison à pans de bois

## Présence
Brunswick est connue comme une ville de sciences et de recherche. L'Institut fédéral allemand de technologie et de physique s'occupe d'étalonnage officiel. L'université technique de Brunswick et plusieurs autres institutions scientifiques de renom, entretiennent cette réputation. Carl Friedrich Gauss, Karl Lachmann, Hoffmann von Fallersleben, Richard Dedekind et Louis Spohr étaient élèves du lycée Sainte-Catherine de Lübeck, fondé en 1415.
Deux entreprises connues des musiciens ont leur siège social à Brunswick : les sociétés des pianos Schimmel et Grotrian-Steinweg (Steinway). L'industrie des transports, ainsi que la recherche, sont présentes à Brunswick : plusieurs grandes entreprises de construction automobile (par exemple Volkswagen, Büssing), de construction ferroviaire (Siemens AG) et de sécurité aérienne (DLR) se trouvent dans la ville.

## Personnalités

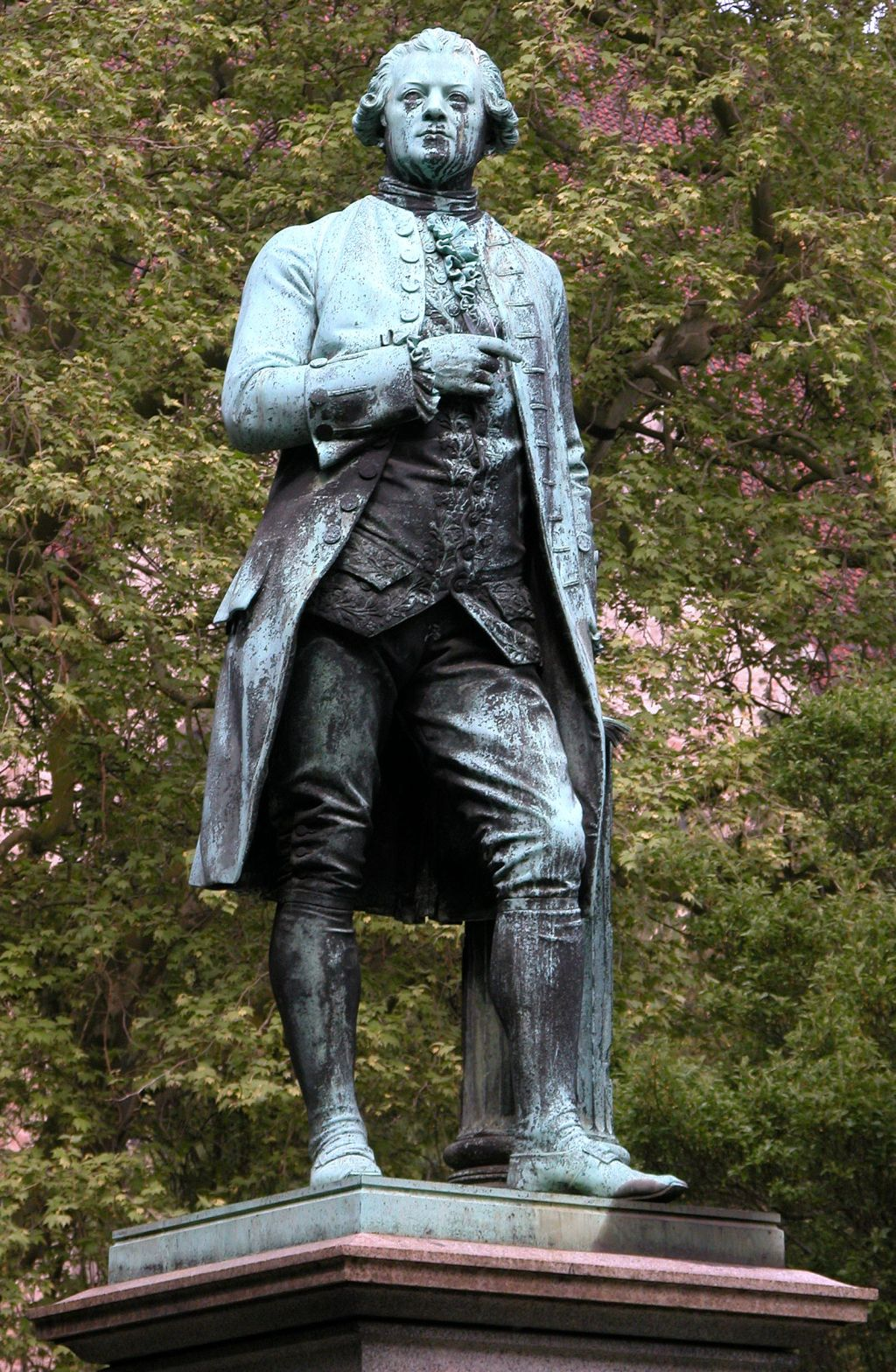
Statue de Lessing par Rietschel à Brunswick.

- Johann Gottfried Schwanberger (1737-1804), compositeur et maître de chapelle de la cour de Brunswick
- Jean Frédéric Boden (1762-1826), orfèvre et dessinateur
- Frédéric-Albert Winsor (1763-1830), inventeur
- Carl Friedrich Gauss (1777-1855), mathématicien
- Louis Spohr (1784-1859), compositeur, violoniste et chef d'orchestre
- Wilhelmine Reichard (1788-1848), aéronaute
- Karl Lachmann (1793-1851), philologue et latiniste éminent
- Louis-Désiré-Joseph Bonnaire (-1795), homme politique
- Richard Dedekind (1831-1916), mathématicien
- Julie Dedekind (de) (1825-1914), écrivaine et pédagogue
- Walter Nicolai (1873-1947), officier d’état-major allemand et le chef du renseignement militaire pendant la Première Guerre mondiale.
- Heinrich Jasper (1875-1945), premier ministre-président de l'État libre de Brunswick
- Anna Klara Fischer (1887-1967) militante pour la tempérance et les droits des femmes
- Gustav Knuth (1901-1987), acteur
- Hanna Kiep (1904-1979), avocate et résistante au nazisme
- Franziska Bennemann (1905-1986), femme politique (SPD) et syndicaliste
- Christiane Kubrick (1932- ), actrice, chanteuse, danseuse et peintre
- Kurt Ahrens (1940-), pilote automobile
- Irmela Bues (1940-), astronome et professeure
- Uwe Krause (1955-), ancien footballeur
- Regine Schumann (1961- ), peintre et light artiste allemande
- Dennis Schröder (1993- ), joueur de basket-ball

## Gouvernement
Brunswick est le siège du Bundesstelle für Flugunfalluntersuchung (BFU).

## Transports
Brunswick possède un aéroport (Flughafen Braunschweig-Wolfsburg, code AITA : BWE), ainsi qu'un réseau de tramways.

## Divers
Le vagabond et comédien du Moyen Âge Till l'Espiègle (Till Eulenspiegel), né à Kneitlingen à proximité de Brunswick, s'est moqué des gens et des quelques aspects de la vie quotidienne de ce temps.
L'opéra Pirro e Demetrio de Alessandro Scarlatti a été créé en 1964 à Naples et à Brunswick.

## Jumelages
- Bandung (Indonésie) depuis 1960
- Nîmes (France) depuis 1962
- Bath (Royaume-Uni) depuis 1971
- Sousse (Tunisie) depuis 1980
- Kiryat Tivon (Israël) depuis 1986
- Magdebourg (Allemagne) depuis 1987
- Kazan (Russie) depuis 1988 (accord d'amitié)
- Omaha (Nebraska) (États-Unis) depuis 1992 (accord d'amitié)
- Zhuhai (Guandong) (Chine) depuis 2011